# Majel Barrett
Majel Barrett o Majel Barrett Roddenberry, nacida Majel Leigh Hudec (Cleveland, 23 de febrero de 1932-Bel-Air, 18 de diciembre de 2008) fue una actriz y productora estadounidense. Como actriz participó en cada serie de Viaje a las Estrellas (la serie original) y como primer oficial en el episodio piloto.  También como Lwaxana Troi, madre de Deanna Troi en  La Nueva Generación y embajadora en  Espacio Profundo 9, así como la voz de las computadoras de las distintas naves de la saga y en las películas, incluyendo Star Trek XI, completada dos semanas antes de su fallecimiento. Algunos se refieren a ella como "la primera dama de Star Trek".

## Biografía
Barrett nació en Cleveland, Ohio, Estados Unidos en 1931, hija del agente de policía William Hudec.
Barrett estudió en el Shaker Heights High School y se en 1950 se matriculó en la Universidad de Miami, Florida.

## Filmografía

### Televisión
| Año       | Título                          | Rol                        | Notas                                                   |
| --------- | ------------------------------- | -------------------------- | ------------------------------------------------------- |
| 1959      | Whirlybirds                     | Nurse                      | Episodio: "The Black Maria"                             |
| 1960      | Johnny Midnight                 | Rosemary McCoy             | Episodio: "The Villain of the Piece"                    |
| 1961–1962 | Pete and Gladys                 |                            | 2 episodios                                             |
| 1962 1966 | Bonanza                         | Belle Ganther Annie Slocum | Episodio: Gift of Water Episodio: Three Brides for Hoss |
| 1964      | The Lieutenant                  | Ruth Donaldson             | Episodio: "In the Highest Tradition"                    |
| 1965      | Star Trek                       | Number One (Star Trek)     | Original Star Trek-Piloto                               |
| 1966–1969 | Star Trek: The Original Series  | Christine Chapel           | 25 episodios                                            |
| 1966–1969 | Star Trek: The Original Series  | Voz de la computadora      |                                                         |
| 1973      | Genesis II                      | Primus Dominique           |                                                         |
| 1973–1974 | Star Trek: The Animated Series  | Christine Chapel (voz)     | 9 episodios                                             |
| 1973–1974 | Star Trek: The Animated Series  | 22 episodios               |                                                         |
| 1974      | Planet Earth                    | Yuloff                     |                                                         |
| 1974      | The F.B.I.                      | señora Derek               | Episodio: "The Animal"                                  |
| 1974      | The Questor Tapes               | doctora Bradley            |                                                         |
| 1977      | Spectre                         | señora Schnaible           |                                                         |
| 1979      | The Suicide's Wife              | Clarissa Harmon            |                                                         |
| 1979      | The Man in the Santa Claus Suit | Miss Forsyth               |                                                         |
| 1987–1993 | Star Trek: The Next Generation  | Lwaxana Troi               | 5 episodios                                             |
| 1987–1994 | Star Trek: The Next Generation  |                            | Voz de la computadora en 101 episodios,                 |
| 1993–1999 | Star Trek: Deep Space Nine      |                            | Voz de la computadora en 30 episodios,                  |
| 1993–1999 | Star Trek: Deep Space Nine      | Lwaxana Troi               | 3 episodios                                             |
| 1995–2001 | Star Trek: Voyager              |                            | Voz de la computadora en 115 episodios,                 |
| 1996      | Babylon 5                       | Lady Morella               | Episodio: "Point of No Return"                          |
| 1997–1999 | Earth: Final Conflict           | Julianne Belman            | 11 episodios                                            |
| 2001      | Family Guy                      | Voz de la computadora      | Episodio: "Emission Impossible"                         |

### Largometrajes
| Año  | Título                          | Rol                      | Notas                 |
| ---- | ------------------------------- | ------------------------ | --------------------- |
| 1957 | Will Success Spoil Rock Hunter? |                          |                       |
| 1958 | As Young as We Are              | Joyce Goodwin            |                       |
| 1958 | The Black Orchid                | Luisa                    |                       |
| 1958 | The Buccaneer                   |                          |                       |
| 1960 | Leave it to Beaver              | Gwen Rutherford          |                       |
| 1961 | Love in a Goldfish Bowl         | Alice                    |                       |
| 1961 | Back Street                     |                          |                       |
| 1963 | The Quick and the Dead          | Teresa                   |                       |
| 1965 | Sylvia                          | Anne                     |                       |
| 1966 | Made in Paris                   | Esposa de David Prentiss |                       |
| 1967 | A Guide for the Married Man     | Esposa de Fred V.        |                       |
| 1967 | Track of Thunder                | Georgia Clark            |                       |
| 1968 | Here Come the Brides            | Tessa                    |                       |
| 1973 | Westworld                       | Carrie                   |                       |
| 1977 | The Domino Principle            | Yuloff                   |                       |
| 1979 | Star Trek: The Motion Picture   | Christine Chapel         |                       |
| 1986 | Star Trek IV: The Voyage Home   | Christine Chapel         |                       |
| 1994 | Teresa's Tattoo                 | Henrietta                |                       |
| 1994 | Star Trek Generations           |                          |                       |
| 1995 | Mommy                           | señora Withers           |                       |
| 1996 | Star Trek: First Contact        |                          | Voz de la computadora |
| 1998 | Star Trek: Insurrection         |                          | Voz de la computadora |
| 2002 | Star Trek: Nemesis              |                          | Voz de la computadora |
| 2009 | Star Trek (película)            |                          | Voz de la computadora |
| 2014 | Hamlet A.D.D.                   | Queen Robot              | Voz de la robot       |

## Vida personal
Estuvo casada con el creador de Star Trek, Gene Roddenberry.  Ella y Gene Roddenberry se casaron en Japón el 6 de agosto de 1969, tras la cancelación de  la serie original.

## Premios y reconocimientos
En 1998 fue nominada a los premios OFTA (Online Film & Television Association Film Awards), en la categoría mejor Actriz por la película La Tierra:conflicto final.